# Fleur Lombard

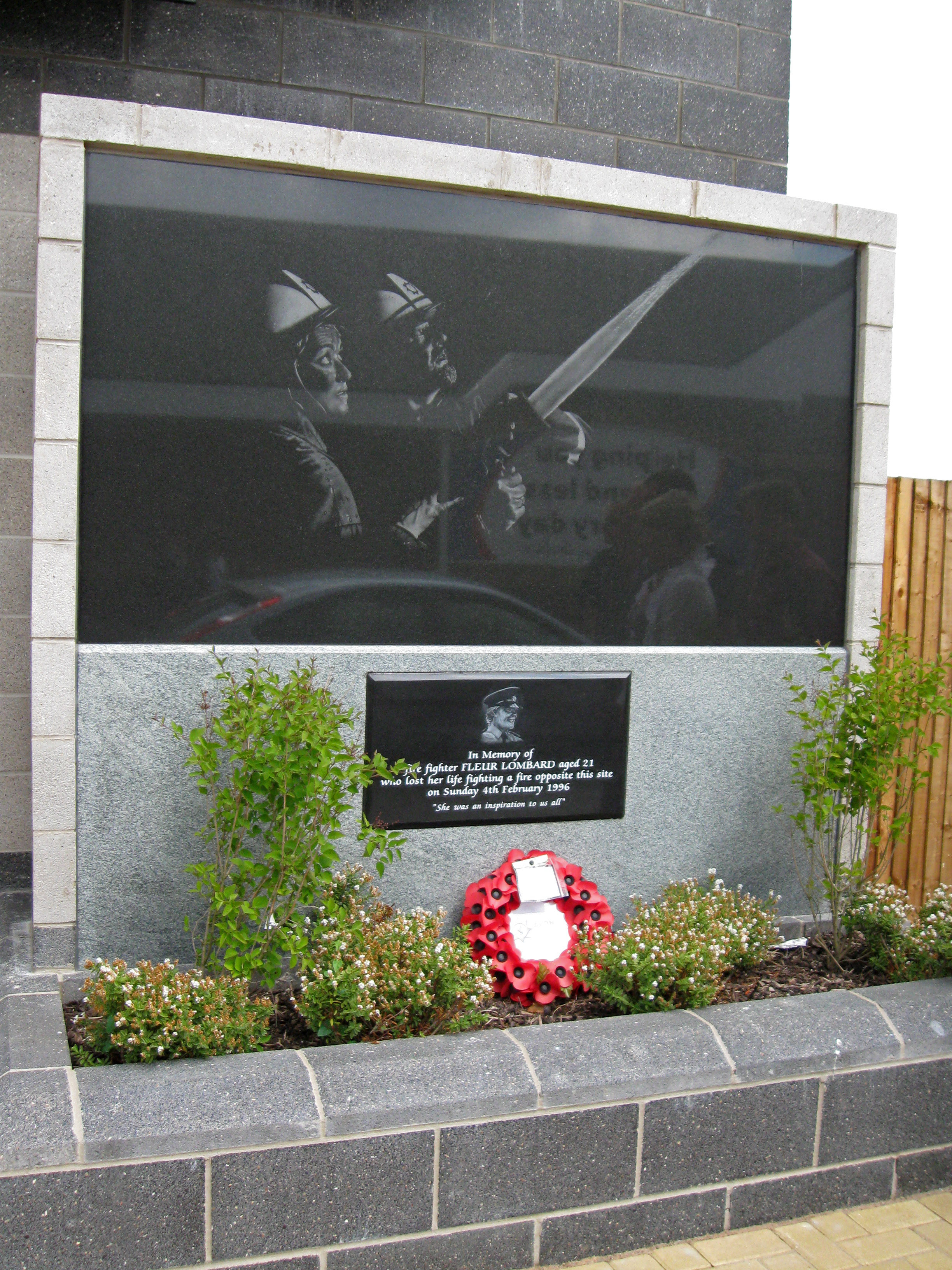
Denkmal für die Feuerwehrfrau Fleur Lombard

Fleur Lombard (geboren 1974 in Watford, Vereinigtes Königreich; gestorben am 4. Februar 1996 in Staple Hill, Vereinigtes Königreich) war die erste bei der Ausübung ihres Dienstes in Friedenszeiten umgekommene Feuerwehrfrau in Großbritannien.

## Leben und Wirken
Fleur Lombard wurde 1974 in Watford, Vereinigtes Königreich als Tochter von Roger und Jane Lombard geboren. Gegen den Widerstand ihrer Mutter beschloss sie zur Feuerwehr zu gehen und schloss im Jahr 1994 als beste ihres Jahrgangs die Ausbildung zur Feuerwehrfrau ab. Hierfür erhielt sie den Silver Axe Award. Neben ihr gab es nur sieben weitere Frauen unter den rund 700 Mitgliedern des Avon Fire and Rescue Services.
Am 4. Februar 1996 wurde die Einheit von Fleur zu einem Brand in einem Supermarkt gerufen. Der Wachmann des Supermarktes hatte dieses absichtlich gelegt. Zusammen mit ihrem Partner Robert Seaman wurde Fleur in das brennende Gebäude geschickt, um dieses nach weiteren Personen abzusuchen und den Brand zu bekämpfen. Beide wurden von einem Flashover überrascht und versuchten sich aus dem Supermarkt zurückzuziehen. Während Seaman die Flucht gelang, starb Fleur Lombard wenige Meter vom rettenden Ausgang durch einstürzende Gebäudeteile eingeklemmt.
Fleur wurde posthum mit der Queen’s Gallantry Medal für ihre Tapferkeit ausgezeichnet. Ihr Partner Robert Seaman erhielt die George Medal, da er ohne zu Zögern in das brennende Gebäude zurückkehrte, nachdem er bemerkt hatte, dass Fleur es nicht hinaus geschafft hatte. Der ihn dabei unterstützende Feuerwehrmann, Pat Foley, erhielt die Queen's Commendation for Bravery.
Sie wurde auf dem Friedhof der St. Enodoc's Church in Cornwall begraben.

## Vermächtnis
Um ehrend an sie zu erinnern, wurde vom Avon Fire and Rescue Service das „Fleur Lombard Bursary“ („Fleur Lombard Stipendium“) geschaffen. Es soll jungen Feuerwehrleuten bei ihrer Ausbildung helfen. Noch heute gedenken die Feuerwehrleute in Avon jährlich an Fleur Lombard.
In der Nähe ihres Todesortes wurde eine Gedenktafel angebracht. Ihr Name steht auf dem National Firefighters Memorial an der St. Paul's Cathedral in London.